# Канлибаєва Жаман Мусагалієвна
Жаман Мусагалієвна Канлибаєва (каз. Жамал Мұсағалиқызы Қаңлыбаева; нар. 25 червня 1923, Семипалатинськ, Семипалатинська губернія, Киргизька АРСР, СРСР — 2 лютого 1974, Алма-Ата, Казахська РСР, СРСР) — радянська казахська вчена, доктор технічних наук (1965), професор (1968), член-кореспондент АН Казахської РСР (1970). Основний напрямок діяльності — вивчення руху гірських порід за допомогою радіоактивних ізотопів[⇨].

## Біографія
Народилася в 1923 році в сім'ї робітника (згодом політпрацівника) Мусагалі Канлибаєва. Пішла в школу в 1931 році (в 9 років, відразу до другого класу) через часту зміну місця проживання. У 1940 році вступила на гідрогеологічний відділення Казахського гірничо-металургійного інституту (нині Казахський національний технічний університет ім. К. І. Сатпаєва), але після першого семестру перевелася на маркшейдерська відділення, яке закінчила в 1946 році (дипломний проект, захищений на «відмінно», готувала на рудниках Леніногорська). У 1946—1974 роках молодший, старший науковий співробітник, потім завідувач маркшейдерського відділу Інституту гірничої справи АН Казахстану.
У 1952 році захистила кандидатську дисертацію на тему «Розрахунок зрушень поверхні під впливом підземних розробок в Карагандинському басейні» (науковий керівник — професор Степан Гаврилович Авершин), ставши першою казашкою, що отримала ступінь кандидата технічних наук в галузі гірничої справи. У 1965 році захистила докторську дисертацію на тему «Закономірності і методика вивчення процесу зрушення гірських порід в масиві і деякі питання підземних розробок (На прикладі Карагандинського басейну)».
Померла 2 лютого 1974 року від відсутності післяопераційного догляду.

## Сім'я
Чоловік Казім Абулгазін (протягом 28 років — головний інспектор Казахстану з охорони праці; познайомилася в читальному залі гірничо-металургійного інституту). Дочка Гульнара (музикознавець, професор), син Рустем, сестра Діналла, брати Ораз і Аристан, внуки.

## Визнання і нагороди
Була головою вченої ради Інституту гірничої справи Академії наук Казахської РСР, членом вченої ради Казахського політехнічного інституту, членом відділення наук про Всесвіт і Землю, науковим консультантом комбінату «Карагандавугілля». Депутат Верховної Ради Казахської РСР 7-го скликання, протягом ряду років була членом правління Всесоюзного та Республіканського товариств «Знання». У 1968—1974 роках — член президії Комітету радянських жінок.
Перша казашка і перша тюркська жінка-маркшейдер, перша жінка, яка спустилася в англійську шахту. Перший в світі вчений, яка вивчала закономірності зрушення гірських порід за допомогою радіоактивних ізотопів.
Нагороджена орденом «Знак Пошани», знаком «Шахтарська слава» всіх трьох ступенів, ювілейною медаллю «За доблесну працю», іншими медалями, Почесними грамотами Верховної Ради Казахської РСР.
Про Жаман Канлибаєву знятий документальний фільм (автор сценарію Нурлан Жармагамбетов, режисер Володимир Татенко).

## Наукова діяльність
Основні наукові праці присвячені вивченню із застосуванням радіоактивних ізотопів процесу зрушення гірських порід в товщі масиву. Запропонувала новий метод вивчення фізики процесів, що відбуваються в гірських масивах, які зруйновані за допомогою радіоактивних ізотопів. Її роботи послужили основою при прогнозуванні процесу зрушення гірських порід в товщі масиву і вирішенні ряду інженерних задач в ході видобутку вугілля.
У 1963 році взяла участь у Міжнародній конференції з механіки гірських порід (Краків, Польща), в 1964 році — в Міжнародному конгресі з механіки гірських порід в США, де була єдиною жінкою серед вчених з 14 країн.
Читала лекції на гірських факультетах університетів в Ньюкаслі, Шеффілді, Ноттінгемі і Імперіал-коледжі в Лондоні, Політехнічній і Гірській шкілах в Парижі. Особистий архів зберігається в Центральному державному архіві.
Науковий керівник 12 кандидатів наук.
Автор 65 наукових публікацій: монографій, статей і брошур. Деякі роботи:
- Фізико-математичні властивості гірських порід і їх вплив на процес зрушення масиву, А., 1972;
- Метод спостережень за зрушенням гірських порід в товщі масиву за допомогою радіоактивних ізотопів, А., 1973.